# Pinlebu
Pinlebu je mesto v Sagainški diviziji, ki se nahaja v severnem delu Mjanmara (Burme).